# 哥得兰沙岛国家公园
哥得兰沙岛国家公园（瑞典語：Gotska sandöns nationalpark）是瑞典哥得兰沙岛的一座国家公园。